# آدم بيرس
آدم بيرس (بالإنجليزية: Adam Pearce)‏ (8 يناير 1997 بنيوكاسل في أستراليا - ) هو لاعب كرة قدم أسترالي في مركز حراسة المرمى.

## وصلات خارجية
- آدم بيرس على موقع قاعدة بيانات كرة القدم.إي يو (الإنجليزية)
- آدم بيرس على موقع Soccerway.com (الإنجليزية)